# Alexeter innoxius
Alexeter innoxius là một loài tò vò trong họ Ichneumonidae.